# Crobylophora byssinodes
Crobylophora byssinodes is een vlinder uit de familie sneeuwmotten (Lyonetiidae). De wetenschappelijke naam van deze soort is voor het eerst geldig gepubliceerd in 1914 door Meyrick.
De soort komt voor in tropisch Afrika.